# Joaquín Zuazagoítia Azcorra
Joaquín Zuazagoítia Azcorra (Madrid, 22 de març de 1892 – Bilbao, 17 de febrer de 1971) fou un empresari i polític basc, alcalde franquista de Bilbao.
De ben petit marxà a Algorta, on el seu pare era naturalista i farmacèutic. Estudià als Escolapis i a l'Institut de Bilbao. El 1909 va estudiar farmàcia a la Universitat de Barcelona, després es llicencià en química a Madrid i s'especialitzà en enologia a París i Bordeus, on va aprendre francès i alemany. El 1919 tornà a Bilbao, on treballà de farmacèutic i el 1924 fou nomenat vocal del Museu d'Art Modern de Bilbao. Va escriure articles a El Sol i dirigí la revista Hermes (1917-1922), subvencionada per Ramón de la Sota i on hi col·laborarien Miguel de Unamuno, Ramiro de Maeztu, Pío Baroja, José Ortega y Gasset, Eugeni d'Ors i Jesús de Sarría. També va mantenir certa amistat amb Indalecio Prieto i va fer algunes conferències a la Casa del Pueblo i escriví articles a la Lucha de Clases. Alhora, encara que membre de l'Eusko Ikaskuntza, era totalment oposat al nacionalisme basc tot defensant un nacionalisme espanyol influït per Maeztu i Charles Maurras.
Però durant la Segona República Espanyola participà en les tertúlies del cafè Lyon d'Or amb Ramón Basterra, José Félix de Lequerica Erquiza i Rafael Sánchez Mazas, cosa que l'aproparia al nacionalisme espanyol autoritari i reaccionari proper al feixisme. Formà part d'Acción Española i es decantà contra la república. Tanmateix, no participà directament en el cop d'estat del 18 de juliol de 1936 i va romandre discretament a Algorta sense ser molestat fins que el juny de 1937 la vila fou ocupada per les tropes nacionals. S'afilià a la Falange Española, de la que el 1939 en fou nomenat inspector nacional.
Fou president del Col·legi de Farmacèutics de Biscaia de 1933 a 1942, de 1939 a 1950 va dirigir El Correo Español-El Pueblo Vasco i el 6 de novembre de 1942 fou nomenat Alcalde de Bilbao, procurador en Corts i membre del Consell del Regne (1947). En aquells moments la ciutat tenia greus problemes d'abastament i restriccions d'aigua, i fins i tot el 1942 Begoña fou escenari d'un enfrontament entre falangistes i carlins.
Durant el seu mandat, caracteritzat per la manca d'autonomia i de recursos, es va transformar els noms dels carrers i places de la ciutat en honor dels vencedors de la guerra civil. L'autarquisme provocava una forta carestia de menjar, agreujat pel fort augment de la població degut a l'èxode rural. Va plantejar el pla d'ordenació comarcal del Gran Bilbao i va iniciar les expropiacions de terres per tal de construir el nou barri d'Otxarkoaga amb vistes d'una nova reorganització de la ciutat i pal·liar el dèficit d'habitatges. Però no va poder evitar l'extensió del barraquisme (força evident en la visita de Franco per a inaugurar l'embassament de Zadorra el 1958). Això, els greus problemes amb la xarxa de clavegueram i l'abastiment d'aigua provocaren un greu malestar entre la població. L'incendi de l'església de San Antón el 20 de març de 1959 fou la gota que va fer vessar el got i el 4 d'abril de 1959 fou destituït com a alcalde.
El 1960 José Félix de Lequerica el va incorporar un temps a l'ambaixada espanyola a l'ONU i el 1964 fou nomenat president de la Junta de Cultura de Biscaia, càrrec que ocupà fins a la seva mort.

## Obres
- Algunos escritores vascongados desde 1874 (1920)
- La Criolla (drama, 1930)
- Artículos (1959)